# La ragazza del quartiere
La ragazza del quartiere (Two for the Seesaw) è un film del 1962 diretto da Robert Wise.

## Trama
Jerry Ryan è un avvocato del Nebraska che si è recentemente separato dalla moglie. Per allontanarsi da tutto, si è trasferito in un appartamento malandato a New York. È alle prese con il divorzio, che è stato presentato ma non è definitivo, e di notte fa lunghe passeggiate. A una festa incontra Gittel Mosca, una ballerina in difficoltà. I due vanno subito d'accordo e iniziano a innamorarsi, ma la relazione è ostacolata dalle differenze di background e di temperamento.
Jerry ottiene un lavoro presso uno studio legale di New York e si prepara a sostenere l'esame di abilitazione. Aiuta Gittel ad affittare un loft per una scuola di danza, che lei affitta ad altri ballerini. Ma la loro relazione è burrascosa e Jerry ha difficoltà a separarsi emotivamente dalla moglie. I due si preparano comunque ad andare a vivere insieme, ma Gittel si arrabbia quando scopre che il divorzio è arrivato e Jerry non gliene ha parlato. Jerry spiega che, anche se sulla carta è divorziato dalla sua ex moglie, i due rimangono legati in molti modi. Jerry e Gittel decidono quindi di separarsi e lui di tornare in Nebraska.